# جاذبه‌های گردشگری پاریس
شهر پاریس در کشور فرانسه دارای ۳۰ میلیون بازدید کننده در سال و همچنین دارای مقام اول در میان شهرهای دنیا از نظر تعداد تورسیت در سال می‌باشد.
پاریس دارای المان‌های شهری مشهور از دوران‌های متفاوت است . مانند تاق پیروزی (پاریس), برج ایفل و در دوران کلاسیک جدید، بارون هاوسمن شهردار پاریس بولوارها و ساختمان‌ها و سالن اپرا و کنسرت‌های بسیاری را در این شهر بنا کرد. همچنین در عصر مدرن ساختمان‌ها و مکان‌های بسیاری در حومه شهر طراحی شدند از جمله دیزنی‌لند پاریس .

## جاذبه‌ها در شهر پاریس

مقایسه ارتفاع المان‌های شهری پاریس

- تاق پیروزی (پاریس) - واقع در میدان شارل دوگول، بنایی است به یاد بود پیروزی‌ها فرانسه و جنگجویانی که جان خود را از دست داده‌اند.
- کونسیق جوقی - واقع در ایل دولاسیته، یک ساختمان قرون وسطایی است که در طی انقلاب فرانسه مدتی به عنوان زندان برخی از اعضای برجسته رژیم سابق مورد استفاده قرار گرفت.
- برج ایفل - یک بنای یادبود اثر گوستاو ایفل که در ابتدا برای نمایشگاه جهانی ساخته شد.
- لزنولید مجموعه‌ای است شامل موزه‌ها و یادمان‌های تاریخ نظامی فرانسه
- موزه لوور - یک مجموعه بزرگ از آثار تاریخی و هنری.
- موزه اورسی- در مکان ایستگاه قطار واقع شده‌است. این موزه از موزه لوور کوچک‌تر است ولی بزرگترین موزه آثار امپرسیونیسم هست..
- شهر علم و فناوری - سالانه ۲ میلیون نفر از این مجموعه بازدید می‌کنند.
- موزه ملی تاریخ طبیعی
- مونرت -منطقه قدیمی پاریس هست که بر روی تپه‌ای که مربوط به پاریس قرن ۱۲ میلادی است و سکره کر و پلس دو ترتر را در خود جای داده‌است.
- کلیسای نوتردام(کلیسای جامع نوتردام) در ایل دولاسیته و در دوران تاریکی پاریس در قرن ۱۲ میلادی ساخته شده‌است.
- پله گرنیه - سالن مرکزی اپرا پاریس در اواخر دوران امپراتوری دوم فرانسه ساخته‌شد.
- گراند پله -نمایشگاه بزرگ شیشه‌ای که برای نمایش‌های پاریس ۱۹۰۰ ساخته شد.
- کلیسای سینت -همچنین در ایل دولاسیته در قرن ۱۳ میلادی به سبک گوتیک ساخته شد.
- پانتئون - کلیسا و مقبره بسیاری از زنان و مردان فرانسوی معروف.
- دانشگاه سوربن - یکی از دانشگاه‌های پاریس.
- رپلیک دو لستتو دو له لیبرته -اندازه کوچک مجسمه آزادی در نیویورک که فرانسوی‌ها به آمریکا در سال ۱۸۸۶ هدیه دادند در ایل او سینی در رودخانه سن واقع شده‌است و نسخه دیگر آن در باغ لوگزامبورگ واقع شده‌است.
- پلاس دس وسگاس - میدانی در منطقه ماری، ساخته شده توسط هانری چهارم.
- گورستان پر لاشز
- فواره والاس
- شعله آزادی - نسخهٔ شبیه سازی شده مشعل در دست مجسمه آزادی.
- مرکز ملی هنر و فرهنگ ژرژ پمپیدو - شامل موزه ملی هنر مدرن.
- پارک لاویلت - شامل شهر علم و فناوری و شهر موسیقی

## در کلان‌شهر پاریس و حومه
- کاخ ورسای - یکی از مکان‌های مورد توجه پادشاهان فرانسه.
- پارک آستریکس - یکی از چندین شهربازی پاریس.
- فوتوروسکوپ - یک شهربازی خیلی پیشرفته و دیجیتالی در پاریس.
- شتو دو وسن (قلعه وینسن) - قلعه بزرگی مربوط به دوره قرون وسطی در نزدیک پارک ونسن (وینسن وود).
- لا دفانس - بزرگترین ناحیه مرکزی اقتصادی در اروپا.
- استاد دو فرانس - ورزشگاه ۸۰٬۰۰۰ نفره پاریس که شاهد رقابت‌های جام جهانی فوتبال ۱۹۹۸ نیز بوده‌است.
- دیزنی‌لند پاریس - بزرگترین شهربازی اروپا.
- کلیسای سن‌دنی - محل دفن پادشاهان فرانسه.
- شتو دو فونتنبلو -ساخته شده به وسیله فرانسوای اول فرانسه، این از بزرگترین کاخ‌های فرانسه‌است.
- شتو دو رامبویه - اقامتگاه تابستانی رئیس جمهورهای فرانسه
- قلعه چامبرد - قلعه‌ای در لویر ولی.
- پرک دو سو -پارکی در نزدیکی شتو دو سو مربوط به قرن ۱۷ میلادی
- بربیزون - روستایی که مکتب باربیزون در آن به وجود آمد
- قلعه ویلته- قلعه ساخته شدن در قرن ۱۸.